# Amalryk z Bène

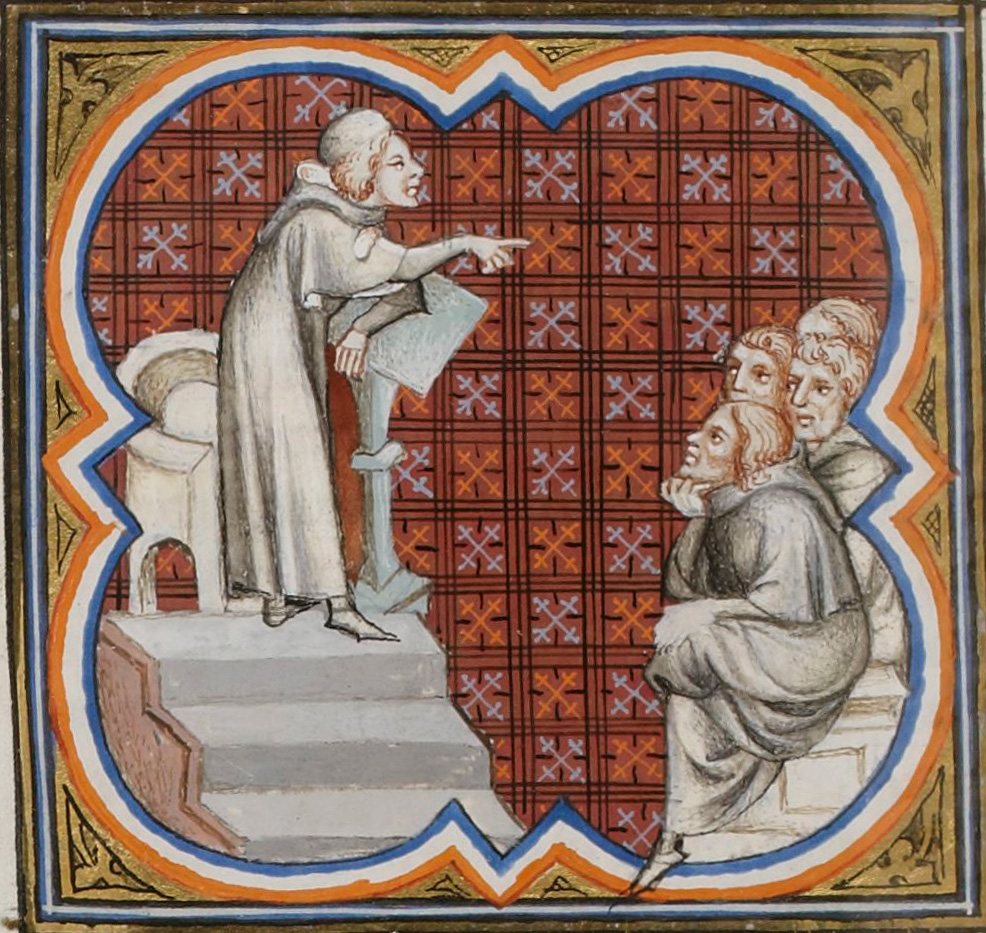
Amalryk z Bène

Amalryk (Amalricus, Amaury) z Bène, Amalryk z Chartres (ur. w drugiej połowie XII w. w Bène, zm. w 1206 lub 1207 w Paryżu) – francuski ksiądz, filozof i teolog opowiadający się za heterodoksyjnym panteizmem. Jego poglądy stały się inspiracją dla herezji amalrycjan, która jednak dość daleko odbiegła od poglądów Amalryka.

## Życie
Dane o życiu Amalryka są skąpe. Nauki pobierał prawdopodobnie w szkole w Chartres, następnie w Uniwersytecie Paryskim. Po przyjęciu święceń kapłańskich wykładał w Paryżu nauki wyzwolone - zwłaszcza logikę, następnie teologię. 
Pozostawał w bliskich związkach ze środowiskiem chartryjskim. Na podstawie skąpych danych można wysuwać wnioski, że podobnie jak pokrewny mu ideowo Joachim z Fiore (choć prawdopodobnie niezależnie) wychodził w swojej działalności poza nauczanie szkolne zbliżając się do środowisk domagających się zmian religijnych i społecznych. Jest pewne, że był znany i popierany przez różne kręgi heretyckie. Istnieją przekazy świadczące, że wpływy Amalryka nie omijały nawet otoczenia króla Filipa Augusta.
Heterodoksyjne idee Amalryka zyskały dość dużą popularność, wzbudziły jednak niepokój Kościoła. Stał się on kimś w rodzaju ideologa czy nawet przywódcy środowisk skłóconych z Kościołem. Pierwsze potępienie Amalryka miało miejsce w 1204. Został wezwany do Rzymu, a po powrocie do Paryża odwołał swoje poglądy na żądanie papieża Innocentego III. Potępienie było dla Amalryka przyczyną zgryzoty - na jej skutek popadł w chorobę, która miała przyczynić się do jego śmierci.
W 1210 synod zwołany w Paryżu potępił 8 tez Amalryka, a w 1215 potępienie to odnowił papieski legat Robert z Courçon. Decyzję soboru i legata zatwierdził Sobór laterański IV. Po śmierci Amalryka jego najbliższych uczniów rozpędzono, czterech z nich skazano zaś na zamurowanie żywcem w murze. W 1210 z polecenia biskupa Piotra II de la Chapelle zwłoki Amalryka zostały wydobyte z grobu, ciało spalono, a prochy rozrzucono na wiatr.

## Filozofia i teologia
Metafizyka Amalryka pod wpływem Eriugeny, a także filozofii arabskiej, filozofii żydowskiej i poglądów chartryjczyków cechowała się panteizmem. Marcin Polak przypisał mu błędnie autorstwo dzieła Eriugeny Peri phiseos. Na gruncie etyki Amalryk odrzucał istnienie zła, istnienie dobra i moralną odpowiedzialność. Nie opublikował żadnego pisma - przypisywane mu poglądy znane są z aktów oskarżenia i przekazów późniejszych, a ich historyczna rekonstrukcja jest trudna. 
Tak według oskarżeń, jak i według późniejszych przekazów głównym źródłem potępienia Amalryka miało być jego twierdzenie, że wszystko jest Bogiem (omnia sunt Deus). Nie jest jasne, skąd przejął taki pogląd - może on mieć źródło w pismach Pseudo-Dionizego, Eriugeny lub XII-wiecznych dialektyków.
Teologia Amalryka głosi wcielenie wszystkich wiernych w Chrystusa. Wcielenie to ma charakter rzeczywisty i materialny. Jednocześnie każdy wierny pełni tę samą misję, co Chrystus, ma być objawieniem Boga. Amalryk uznawał wiarę w ten niezgodny z dogmatami Kościoła pogląd za konieczny warunek zbawienia.